# أليس قندلفت
أليس قندلفت (مواليد 1895 في دمشق - توفيت أواسط الستينات)، سفيرة سورية، وهي أول امرأة عربية تمثل بلدها كسفيرة في مجلس الأمم المتحدة في الأربعينات من القرن الماضي.
تذكر وثاثق تاريخية إلى أنها شاركت في أول اجتماع تأسيسي لحزب البعث العربي الاشتراكي إلى جانب ميشيل عفلق وصلاح بيطار وآخرين عام 1939. كما شاركت بتأسيس المنتدى الفكري عام 1946 إلى جانب مدني الخيمي

## حياتها
ولدت عام 1895 في مدينة دمشق، ودرست فيها، ثم التحقت بالكلية البروتستانتية السورية (الجامعة الأميركية في بيروت حالياً).
حصلت في عام 1919 على بعثة دراسية مقدمة من لجنة كينغ كراين الأمريكية.